# فرينيك سيبوس
فرينيك سيبوس ، من مواليد 13 ديسمبر 1932 ، لاعب كرة قدم هنغاري سابق.
لعب مع منتخب هنغاريا لكرة القدم.

## وصلات خارجية
- فرينيك سيبوس على موقع الاتحاد الدولي (مؤرشف)  (الإنجليزية)
- فرينيك سيبوس على موقع الاتحاد الأوربي (الإنجليزية)
- فرينيك سيبوس على موقع قاعدة بيانات كرة القدم.إي يو (الإنجليزية)
- فرينيك سيبوس على موقع ناشيونال فوتبول تيمز (الإنجليزية)
- فرينيك سيبوس على موقع عالم كرة القدم.نت (الإنجليزية)